# Deutsche Schwimmmeisterschaften 1898
Die 15. Deutschen Meisterschaften im Schwimmen fanden am 14. und 15. August 1898 in Münster statt. Es wurde eine Strecke von 100 m sowie 1500 m geschwommen und der Mehrkampf ausgetragen, welche aus Tauchen, Springen und 100 m Schwimmen bestand. Zudem fanden Vorläufe (ohne Meisterschaft) in 100 m Rücken statt.
| Disziplin       | Name            | Verein                                  | Zeit        | Punkte |
| --------------- | --------------- | --------------------------------------- | ----------- | ------ |
| 100 m Freistil  | Christian Kreth | Oberweser SV Bremen                     | 1:19,8 min  | –      |
| 1500 m Freistil | Max Hainle      | ASK Stuttgart                           | 26:59,0 min | –      |
| Mehrkampf       | Richard Kostka  | Charlottenburger Schwimmverein von 1887 | –           | 37,00  |